# 디아스포라 영화제
디아스포라 영화제는 대한민국의 인천광역시에서 열리는 영화제이다. 인천광역시가 주최하며 인천광역시 영상위원회가 주관한다. 2013년에 처음 열렸으며 디아스포라와 관련된 영화들이 상영되는 비경쟁 영화제이다.

## 역대 영화제
| # | 개막일          | 폐막일          | 개최장소               | 개막작                        | 폐막작                           |
| - | --------------- | --------------- | ---------------------- | ----------------------------- | -------------------------------- |
| 6 | 2018년 5월 18일 | 2018년 5월 24일 | 인천아트플랫폼         | 최병권 《복덕방》             | 에나 세니야르비치《임포트》      |
| 7 | 2019년 5월 24일 | 2019년 5월 28일 | 인천아트플랫폼         | 박준호 《은서》               | 수피안 아볼롬 《집으로 가는 길》 |
| 8 | 2020년 9월 18일 | 2020년 9월 22일 | CGV 인천연수           | 방성준 《뒤로 걷기》          | 박근영 《정말 먼 곳》            |
| 9 | 2021년 5월 21일 | 2021년 5월 23일 | CGV 인천연수, 스퀘어원 | 레카 발레릭 《침묵의 목소리》 |                                  |